# Andlighet
Betydelsen av andlighet har utvecklats och utvidgats med tiden, och det finns inte någon allmän enighet om definitionen av andlighet i dag. Traditionellt hänvisade andlighet till en religiös omformningsprocess som syftade till att återvinna människans ursprungliga form, orienterad mot Guds avbild, som exemplifieras av grundarna och heliga texter av världens religioner. Termen användes inom den tidiga kristendomen för att hänvisa till ett liv inriktat mot den Helige Ande och breddades under senmedeltiden till att inbegripa mentala aspekter av livet.
I modern tid spred sig termen både till andra religiösa traditioner och breddades till att hänvisa till ett bredare utbud av upplevelser, inklusive en rad esoteriska och religiösa traditioner. Moderna bruk tenderar att hänvisa till en subjektiv upplevelse av en helig dimension och de djupaste värderingar och betydelser som människor lever efter, ofta i ett sammanhang skilt från organiserade religiösa institutioner. Detta kan innebära tro på en övernaturlig värld bortom den vanligtvis observerbara världen, personlig tillväxt, en strävan efter en yttersta eller helig mening,  religiös upplevelse eller ett möte med ens egen "inre dimension".

## Samtida spiritualitet
Termen "andlig" används ofta i sammanhang där termen "religiös" tidigare användes. Samtida andlighet kallas också "posttraditionell andlighet" och "New Age-andlighet". Hanegraaf skiljer mellan två New Age-rörelser: New Age i snäv bemärkelse, med ursprung i mitten av 1900-talets England och med rötter i teosofi och antroposofi, och New Age i vid bemärkelse, som uppstod i slutet av 1970-talet.

### Funktioner
Samtida andlighet fokuserar på "de djupaste värdena och betydelserna som människor lever efter". Det inkluderar ofta idén om en högre eller förmodad immateriell verklighet. Det handlar om en inre resa som gör att man kan upptäcka kärnan i sin existens.
Inte alla moderna uppfattningar om andlighet inkluderar transcendenta idéer. Sekulär andlighet betonar humanistiska idéer om moralisk karaktär (egenskaper som kärlek, medkänsla, tålamod, tolerans, förlåtelse, förnöjsamhet, ansvar, harmoni och omtanke om andra). Detta är aspekter av livet och den mänskliga erfarenheten som går utöver en rent materialistisk syn på världen, men som inte nödvändigtvis innebär tro på en övernaturlig verklighet eller något gudomligt väsen. Många humanister (t.ex. Bertrand Russell, Jean-Paul Sartre) som tydligt värdesätter de icke-materiella, sociala och dygdiga aspekterna av livet förkastar dock denna användning av termen "andlighet" som alltför bred.

### Andlig upplevelse
Andlig erfarenhet spelar en central roll i samtida spiritualitet. Både västerländska och asiatiska författare har populariserat begreppet. Viktiga västerländska författare från början av 1900-talet som studerade fenomenet andlighet och deras verk inkluderar William James, The Varieties of Religious Experience (1902) och Rudolf Otto, särskilt The Idea of Holiness (1917).